# Miquel Alimbau Minguell
Miquel Alimbau Minguell (Reus, 1864 - 1944) va ser un empresari i polític català.
Era propietari de terres a Reus i a la Selva del Camp, on encara avui existeix el Mas d'Alimbau, i també a Vila-seca, on el juliol de 1913 era president de la junta local de Plagues del Camp i, com a tal, participava en l'Assemblea Agrícola de Tarragona, convocada per la Cambra Oficial Agrícola de la Província. Era un dels primers contribuents a Reus el 1930. Va fundar una de les empreses més importants de comercialització de fruits secs al Passeig de Prim de la ciutat, que segueix actualment en actiu amb el nom de "Sucesora de Hijos de Miguel Alimbau Minguell" encara que en procés de dissolució. Va ser col·laborador de La Kabila, un periòdic satíric reusenc que va sortir el 1909. Soci del Centre de Lectura, va escriure alguns articles a la seva Revista sobre temes agraris. Era autonomista, i va pertànyer a la Unió Republicana. Va ser diverses vegades regidor a l'Ajuntament de Reus, la primera el 1901, i va ser elegit Diputat provincial pel districte de Reus a la Diputació de Tarragona el 1905, càrrec que va mantenir 10 anys, i on va formar part de diferents comissions i va ser designat diputat inspector de l'Institut Pere Mata de Reus. A principis de maig de 1906, va donar suport a una moció que retreia durament el vot dels diputats que havien impedit l'adhesió de la Corporació a Solidaritat Catalana. Va pertànyer a l'executiva comarcal que havia de promoure els embassaments de Riudecanyes i la Riba o Francolí, constituïda el març de 1901 i promocionada des de Reus per l'advocat i bibliòfil Pau Font de Rubinat, l'industrial Josep Maria Tarrats i l'advocat Julià Nougués. Va ser accionista i fundador de la societat de regants del Pantà de Riudecanyes el 1904. Pel març de 1930 va renunciar a la seva acta de regidor a l'Ajuntament de Reus per tenir més de seixanta-cinc anys.